# Talcottville
Talcottville es una pequeña comunidad en el  Condado de Lewis, Nueva York. Es también el asentamiento del Pueblo de Leyden.
Talcottville fue el primer asentamiento del Condado de Lewis y su cementerio tiene los restos de dicha familia. William Topping y su familia se asentaron en lo que ahora es la esquina noroeste de State Rte. 12d y Domser Rd.
Los negocios activos en la aldea son: Talcotville Cementery Association, Fox Den Monuments LLC y Karpinski Water supply, así como tres granjas activas.
El autor y crítico Edmund Wilson era residente de verano, y escribió "Upstate: Records and Recollections of Northern New York" (Nueva York, Farrar, Straus y Giroux, 1971; reimpresión, Siracusa: Prensa de la Universidad de Siracusa, 1990), una memoria de su estadía en Talcottville.